# ピパット・トンカンヤー
ピパット・トンカンヤー（タイ語: พิพัฒน์ ต้นกันยา、1979年1月4日 - ）は、タイ王国の元サッカー選手。元タイ王国代表。現役時代のポジションはFW。

## クラブ歴
1999年にラパチャFCで選手となった。2002年にベトナムのビンディンFCに移籍し、その後TDCSドンタップFCを経てタイ王国に復帰した。
2009年はタイ・プレミアリーグ2009に参戦するタイ・ポートFCで半シーズンで9得点を挙げ、残りの半シーズンはインドネシア・スーパーリーグのプルシサム・プトラ・サマリンダに移籍した。翌年再びタイ王国に復帰し、以降は国内のクラブを転々としている。

## 代表歴
2000年に代表初出場。同年のAFCアジアカップ2000のメンバーにも名を連ねた。しかし、ベトナムに移籍すると代表から遠ざかった。
その後、AFCアジアカップ2007の際にメンバーに選ばれオマーン代表から2点を得た。しかしながら、オーストラリア代表、優勝したイラク代表との同組のグループステージでは惜しくも両チームに得失点差で敗れ、決勝ラウンド進出とはならなかった。
2008年にはタイ・ポートFCでの活躍が認められて代表出場を重ね、同年のVFFカップ優勝メンバーの一員となった。

## 個人成績
代表での得点一覧
| #   | 日附           | 場所                                             | 対戦相手         | 得点 | 結果 | 大会                                   |
| --- | -------------- | ------------------------------------------------ | ---------------- | ---- | ---- | -------------------------------------- |
| 1.  | 2000年2月25日  | バンコク・ラジャマンガラ・スタジアム             | エストニア       | 1-0  | 2-1  | キングスカップ2000                     |
| 2.  | 2000年2月25日  | バンコク・ラジャマンガラ・スタジアム             | エストニア       | 2-0  | 2-1  | キングスカップ2000                     |
| 3.  | 2000年2月27日  | バンコク・ラジャマンガラ・スタジアム             | フィンランド     | 2-0  | 5-1  | キングスカップ2000                     |
| 4.  | 2000年4月4日   | バンコク・スパチャラサイ国立競技場               | 北朝鮮           | 5-3  | 5-3  | AFCアジアカップ2000                    |
| 5.  | 2006年12月28日 | バンコク・スパチャラサイ国立競技場               | カザフスタン     | 2-0  | 2-2  | キングスカップ2006                     |
| 6.  | 2006年12月30日 | バンコク・スパチャラサイ国立競技場               | ベトナム         | 2-0  | 3-1  | キングスカップ2006                     |
| 7.  | 2007年1月14日  | バンコク・スパチャラサイ国立競技場               | フィリピン       | 2-0  | 4-0  | 2007 東南アジアサッカー選手権          |
| 8.  | 2007年1月24日  | ハノイ・ミーディン国立競技場                     | ベトナム         | 0-2  | 0-2  | 2007 東南アジアサッカー選手権          |
| 9.  | 2007年1月31日  | シンガポール・シンガポール・ナショナルスタジアム | シンガポール     | 1-1  | 1-2  | 2007 東南アジアサッカー選手権          |
| 10. | 2007年2月4日   | バンコク・スパチャラサイ国立競技場               | シンガポール     | 1-0  | 1-1  | 2007 東南アジアサッカー選手権          |
| 11. | 2007年6月16日  | バンコク                                         | 中華人民共和国   | 1-0  | 1-0  | 親善試合                               |
| 12. | 2007年7月12日  | バンコク・ラジャマンガラ・スタジアム             | オマーン         | 1-0  | 2-0  | AFCアジアカップ2007                    |
| 13. | 2007年7月12日  | バンコク・ラジャマンガラ・スタジアム             | オマーン         | 2-0  | 2-0  | AFCアジアカップ2007                    |
| 14. | 2007年10月3日  | バンコク                                         | アラブ首長国連邦 |      | 1-1  | キャティサック・セーナームアン引退試合 |

## タイトル

### クラブ
タイ・ポートFC
- タイ・プレミアリーグ: 2008

### 代表
- 東南アジアサッカー選手権: 2000
- VFFカップ: 2008